# Brandon (Dakota del Sud)
Brandon és una població dels Estats Units a l'estat de Dakota del Sud. Segons el cens del 2009 tenia 8.120 habitants.

## Demografia
Segons el cens del 2000, Brandon tenia 5.693 habitants, 1.909 habitatges, i 1.592 famílies. La densitat de població era de 580 habitants per km².
Dels 1.909 habitatges en un 53,2% hi vivien nens de menys de 18 anys, en un 71% hi vivien parelles casades, en un 10% dones solteres, i en un 16,6% no eren unitats familiars. En el 13,4% dels habitatges hi vivien persones soles el 4,3% de les quals corresponia a persones de 65 anys o més que vivien soles. El nombre mitjà de persones vivint en cada habitatge era de 2,96 i el nombre mitjà de persones que vivien en cada família era de 3,26.
Per edats la població es repartia de la següent manera: un 34,5% tenia menys de 18 anys, un 6,6% entre 18 i 24, un 34,9% entre 25 i 44, un 17,2% de 45 a 60 i un 6,8% 65 anys o més.
L'edat mediana era de 31 anys. Per cada 100 dones de 18 o més anys hi havia 92,4 homes.
La renda mediana per habitatge era de 58.421 $ i la renda mediana per família de 60.472 $. Els homes tenien una renda mediana de 36.354 $ mentre que les dones 25.302 $. La renda per capita de la població era de 19.869 $. Entorn del 2,5% de les famílies i el 2,3% de la població estaven per davall del llindar de pobresa.

## Poblacions més properes
El següent diagrama mostra les poblacions més properes.